# Siège de Maastricht (1793)
Pour les articles homonymes, voir Siège de Maastricht.
Guerres de la Révolution française
Batailles
Le siège de Maastricht de 1793 est le dernier évènement de la campagne de 1793 des guerres de la Révolution française.

## Le siège
Les Français assiégèrent plusieurs fois Maastricht pendant les guerres de 1793. Le général Francisco de Miranda, chargé du commandement de l’armée républicaine par Charles François Dumouriez, qui allait tenter l’invasion de la Hollande, subit sous les murs de cette ville un sanglant et humiliant échec.

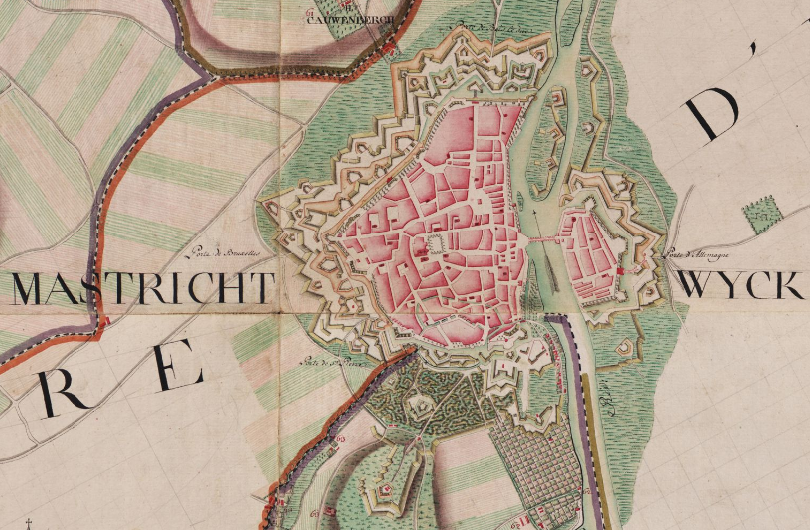
Plan de la forteresse de Maastricht à la fin du XVIIIe siècle

Au mépris des règles les plus élémentaires de la stratégie, Miranda, qui se vantait d’emporter Maastricht en quelques jours, entreprit le siège avec une armée forte de 15 000 hommes seulement et fit investir la place du côté du faubourg de Wyck.
Remplie d’émigrés tout prêts à se défendre vaillamment, Maastricht avait pour gouverneur le général d’Autichamp, ancien officier général de cavalerie dans les armées royales. Miranda lui écrivit pour le sommer de se rendre, ajoutant qu’à la dixième bombe la place capitulerait. Quatre pièces de seize et dix mortiers composaient toute son artillerie ; encore la plupart des bombes ne se trouvèrent-elles pas du calibre des mortiers.
Tout à coup, le 27 février 1793, les cantonnements républicains furent investis par 50 000 Autrichiens et 20 000 Prussiens, arrivés jusqu’à lui sans que Miranda eût pressenti leur approche. Il perdit la tête et prit la fuite. Le général Dubouchet sauva du moins l’honneur de l’armée en faisant enlever l’artillerie[pas clair] à force de résistance et de fermeté.